# خاندان شینمن

ولایت میماساکا

خاندان شینمن (به ژاپنی: 新免氏 しんめんし)، یکی از خاندان‌های ژاپنی در ولایت میماساکا بود.
یک شاخه از خاندان شینمن، که به خاندان کورودا در قلمرو فوکوئوکا خدمت می‌کرد.
میاموتو موساشی  از خاندان شینمن بود.